# Rivière des Plante
Pour les articles homonymes, voir Plante (homonymie).
La rivière des Plante est un affluent de la rive est de la rivière Chaudière laquelle coule vers le nord pour se déverser sur la rive sud du fleuve Saint-Laurent.
La rivière des Plante coule dans les municipalités de Saint-Odilon-de-Cranbourne et de Beauceville, dans la municipalité régionale de comté (MRC) de Beauce-Centre, dans la région administrative de Chaudière-Appalaches, au Québec, au Canada.

## Géographie
Les principaux bassins versants voisins de la rivière des Plante sont :
- côté nord : rivière Calway, rivière Viveine, rivière Etchemin ;
- côté est : rivière Lanigan, rivière Famine ;
- côté sud : rivière Cumberland (Québec), rivière Flamand (Les Etchemins), rivière Famine, rivière Noire ;
- côté ouest : rivière Chaudière.

La rivière des Plante prend sa source en zone forestière et agricole dans la municipalité de Saint-Odilon-de-Cranbourne, à 1,6 km au nord-ouest du centre du village. S'orientant sud-ouest, la rivière des Plante" traverse une partie de l'ancienne seigneurie Rigaud-De Vaudreuil, qui est devenu ultérieurement la municipalité de Saint-François-de-Beauce.
Son cours, passablement rapide, est souligné par d'assez nombreuses cascades correspondant à des bandes transversales de diorite et de serpentine, signalées par le géologue Obalski en 1898. À diverses reprises on y a exploité l'or et l'amiante.
À partir de sa source située sur le bord de la route 275, la rivière des Plante" coule sur 24,5 km répartis selon les segments suivants :
- 1,7 km vers le sud-ouest puis l'est, en coupant la route du 3e rang Ouest, pour revenir à nouveau rejoindre la route 275 qu'elle traverse à 1,0 km au nord-ouest du village ;
- 3,0 km vers l'est, puis le sud, en faisant une boucle vers l'est en contournant le village de Saint-Odilon-de-Cranbourne, jusqu'à revenir couper pour une 3e fois la route 275 à 0,9 km au sud-est du village ;
- 6,1 km vers le sud-ouest, jusqu'à la route de la Grande ligne, démarquant Saint-Odilon-de-Cranbourne et Beauceville ;
- 9,5 km vers le sud-ouest, en recueillant les eaux du ruisseau Fraser, jusqu'à une route de campagne ;
- 1,0 km vers le sud-ouest, jusqu'au chemin du rang Saint-Charles ;
- 2,3 km vers le sud-ouest, jusqu'à la route 173 ;
- 0,9 km vers le nord-ouest, jusqu'à sa confluence.

La rivière des Plante se jette sur la rive est de la rivière Chaudière en amont de la confluence du Bras Saint-Victor et en aval du pont du village de Beauceville.

## Toponymie
L'appellation rivière des Plante" est en usage dès 1785 dans un procès-verbal de Jean Renaud et de G. Taschereau sur les chemins où l'on précise qu'il faudra « un pont de 40 pieds sur la rivière à Guillaume ou des Plantes ». Augustin Plante, un des pionniers de la seigneurie, habite alors tout près du cours d'eau. Par la suite, le nom se rencontre constamment sur les cartes, sans variantes significatives, si l'on excepte la forme rivière aux Plantes", évidente allusion botanique, à moins qu'il ne s'agisse que d'une erreur d'écriture.
En 1914, Eugène Rouillard écrivait rivière des Plantes" ; soit une forme associé au patronyme Plante (malgré l'usage du pluriel pour les noms propres) qui est très répandu dans l'histoire de la Beauce.
Le lieu-dit Rivière-des-Plante est situé près de la confluence de la rivière. L'appellation a aussi désigné un bureau de poste qui a été exploité entre 1880 et 1928, sous la forme Rivière-des-Plantes. Autre variante : Rivière La Plante.
Le toponyme Rivière des Plante a été officialisé le 1er janvier 1986 à la Commission de toponymie du Québec.

## Source
- Commission de toponymie, Québec